# Battaglia de la Bombarde
La battaglia de la Bombarde fu un episodio della rivoluzione haitiana.

## La battaglia
Nel marzo del 1794, 200 soldati inglesi e 300 marinai di Môle comandati dai tenenti-colonnelli Spencer e Markham e guidati da due interpreti francesi, Deneux e Charmilly, lasciarono Môle-Saint-Nicolas per attaccare il bordo di La Bombarde. Qui essi trovarono la resistenza di 450 coloni tedeschi stabilitisi da tempo nel luogo, e ne seguì un breve scontro che portò alla morte di 16 soldati inglesi ed alla cattura di 36 prigionieri da parte dei coloni tedeschi che riuscirono pertanto a mantenere intatto il dominio sul loro avamposto, costringendo la Gran Bretagna a rivolgersi altrove.